# Brun jökelmossa
Brun jökelmossa (Arctoa fulvella) är en bladmossart som beskrevs av Bruch och W. P. Schimper in B.S.G. 1846. Enligt Catalogue of Life ingår Brun jökelmossa i släktet jökelmossor och familjen Dicranaceae, men enligt Dyntaxa är tillhörigheten istället släktet jökelmossor och familjen Rhabdoweisiaceae. Arten är reproducerande i Sverige. Inga underarter finns listade i Catalogue of Life.